# Brigadisco
La Brigadisco è una associazione che si occupa principalmente di produzione e distribuzione nel settore musicale, fondata nel 2007 ad Itri, in provincia di Latina. Il marchio, che si occupa principalmente di produzione di album tramite la sua etichetta discografica indipendente Brigadisco Records, gestisce anche una sala di incisione e concerti, la Brigadisco's Cave. La label, che si occupa principalmente di alternative rock, indie rock dalle influenze sperimentali, ha mantenuto nel tempo una spiccata attitudine DIY. L'etichetta co-produce spesso gruppi con altre label dall'attitudine simile come Wallace Records, FromSCRATCH, Bloody Sound Fucktory.

## Alcuni artisti prodotti da Brigadisco Records
- Above the tree
- Ava Kant
- Bandwidth
- Butcher Mind Collapse
- Cani Sciorrì
- Father Murphy
- Mattia Coletti
- Dadamatto
- In Zaire
- Jesus Franco & the Drogas
- Fuzz Orchestra
- Lush Rimbaud
- Luther Blissett
- R.U.N.I.
- Tetuan
- Xabier Iriondo